# Sharpend Glacier
Sharpend Glacier är en glaciär i Antarktis. Den ligger i Östantarktis. Nya Zeeland gör anspråk på området. Sharpend Glacier ligger 1 350 meter över havet.
Terrängen runt Sharpend Glacier är varierad. Trakten är obefolkad. Det finns inga samhällen i närheten.